# Björkenabbens naturreservat
Björkenabbens naturreservat är ett naturreservat i Sölvesborgs kommun i Blekinge län.
Reservatet bildades 2021 och omfattar 144 hektar. Reservatet ligger vid kusten söder om Mjällby. Det består kustnära bokskog, trädklädd betesmark, al-asksumpskogar,  hagmarker, strandvallar och öppna strandängar samt i vattnet rev. 